# Élection présidentielle ivoirienne de 1965
L'élection présidentielle ivoirienne de 1965 se déroule le 7 novembre 1965 afin de pourvoir la succession de Félix Houphouët-Boigny à la présidence de la République pour cinq ans. Elle a lieu au suffrage universel direct.

## Contexte

### Politique
Le 7 août 1960, la Côte d'Ivoire obtient son indépendance après deux ans d'attente (Référendum sur l'indépendance des colonies) par le Général de Gaulle. Félix Houphouët-Boigny étant un ancien ministre français de la Quatrième République, le pouvoir lui fut confié jusqu'à la tenue d'élections. Elles eurent lieu le 27 novembre suivant. Félix Houphouët-Boigny est élu président de la République de Côte d'Ivoire à l'unanimité des suffrages exprimés. Il met en place une politique dans laquelle il n'y aura aucun opposition, et le poste de premier ministre est supprimé par la Constitution ivoirienne de 1960. Les 70 sièges de l'Assemblée nationale sont pourvus le même jour, un an après les précédentes élections législatives.

### International

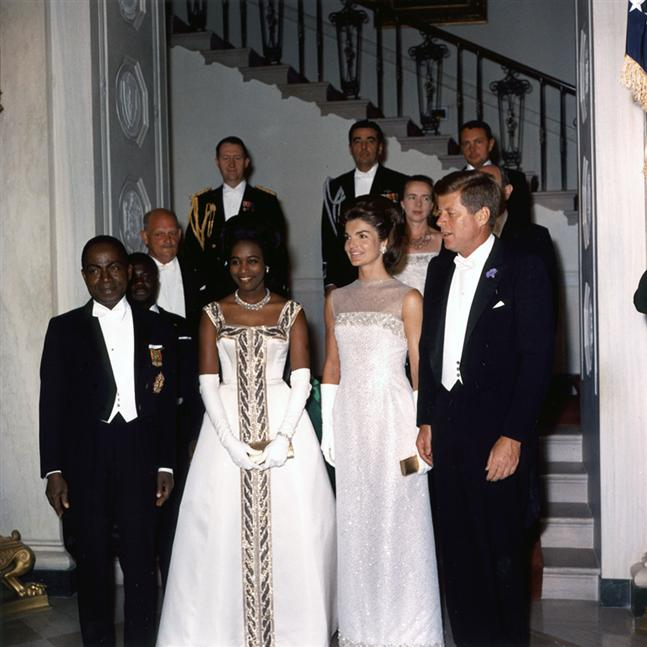
Félix Houphouët-Boigny en compagnie de John Fitzgerald Kennedy.

## Candidats
Seul Félix Houphouët-Boigny s'est présenté. Aucun membre du PDCI n'a souhaité se présenter contre lui.

## Résultats
| Candidats                | Candidats                | Partis                   | Voix      | %     |
| ------------------------ | ------------------------ | ------------------------ | --------- | ----- |
|                          | Félix Houphouët-Boigny   | PDCI                     | 1 867 605 | 100   |
|                          |                          |                          |           |       |
| Votes valides            | Votes valides            | Votes valides            | 1 867 605 | 99,88 |
| Votes blancs et nuls     | Votes blancs et nuls     | Votes blancs et nuls     | 332       | 0,12  |
| Total                    | Total                    | Total                    | 1 867 937 | 100   |
| Abstention               | Abstention               | Abstention               | 7 610     | 0,40  |
| Inscrits / participation | Inscrits / participation | Inscrits / participation | 1 875 547 | 99,60 |